# Río Ricardell
El río Ricardell es un curso de agua del noreste de la península ibérica, afluente del Llobregat de Ampurdán. Discurre por la provincia española de Gerona.

## Descripción
Discurre por la provincia de Gerona. El río, que tiene su origen en los alrededores de La Bajol, pasa por los términos municipales de Darnius y Biure, hasta terminar desembocando en el río Llobregat de Ampurdán. Aparece descrito en el decimotercer volumen del Diccionario geográfico-estadístico-histórico de España y sus posesiones de Ultramar de Pascual Madoz de la siguiente manera:

RICARDELL: r. en la prov. de Gerona, part. jud. de Figueras; nace al pie del l. de La Bajol, de una fuente nombrada Cañeras; riega los huertos del térm. de Darnius y de Viure, y va á unirse con el Llobregat, en el punto llamado Plá del Cotó, inmediato á Pont de Molins; durante su curso, que no pasa de dos leg. y media, dan impulso sus aguas á varios molinos de harina; es de escaso caudal, y cria anguilas y barbos; antiguamente le cruzaba un puente solido y de buena arquitectura, cerca de Viure, en la carretera de Francia; pero fue derruido á fines del último siglo, y se halla sustituido por otro de tablas, el cual es intransitable cuando el r. está crecido.
(Madoz, 1849, p. 469)

Pertenece a la cuenca hidrográfica del Muga y sus aguas acaban vertidas en el mar Mediterráneo. 